# 佐々木駒之助
佐々木 駒之助（ささき こまのすけ、1873年（明治6年）7月6日 - 1954年（昭和29年）6月2日）は、大正から昭和前期の実業家、政治家。東洋拓殖総裁、貴族院勅選議員。

## 経歴
秋田県仙北郡花館村（大曲市花館を経て現大仙市）で、佐々木多右衛門の三男として生まれ、1885年（明治18年）6月、叔父・佐々木福蔵の養子となる。秋田中学校（現秋田県立秋田高等学校）を経て、1899年（明治32年）慶應義塾大学部理財科を卒業した。
福澤諭吉の紹介で堺市の会社に就職。その後、1900年（明治33年）山口銀行に入行し、理事兼営業部長、常務取締役などを歴任。三和銀行の創設に尽力した。その他、山口合資会社理事長、日本生命保険会長、共同火災保険会長、トヨタ自動車工業監査役、財団法人東亜研究所評議員、南洋協会評議員などを務めた。1919年（大正8年）、1938年（昭和13年）に金融及び経済状況視察のため欧米に出張した。1939年（昭和14年）東洋拓殖総裁に就任した。
1945年（昭和20年）2月24日に貴族院議員に勅選され、同和会に所属して活動し、1946年（昭和21年）4月1日に辞職した。
その後、公職追放となり、1954年6月、兵庫県伊丹市で死去した。